# 米庫角
77°27′S 166°26′E / 77.450°S 166.433°E
米庫角是南極洲的海岬，位於羅斯島西部，處於羅德斯角東北面13公里，該海岬以美國海軍命名，現時由南極條約體系管理。